# Hormizd I. (Kuschanschah)

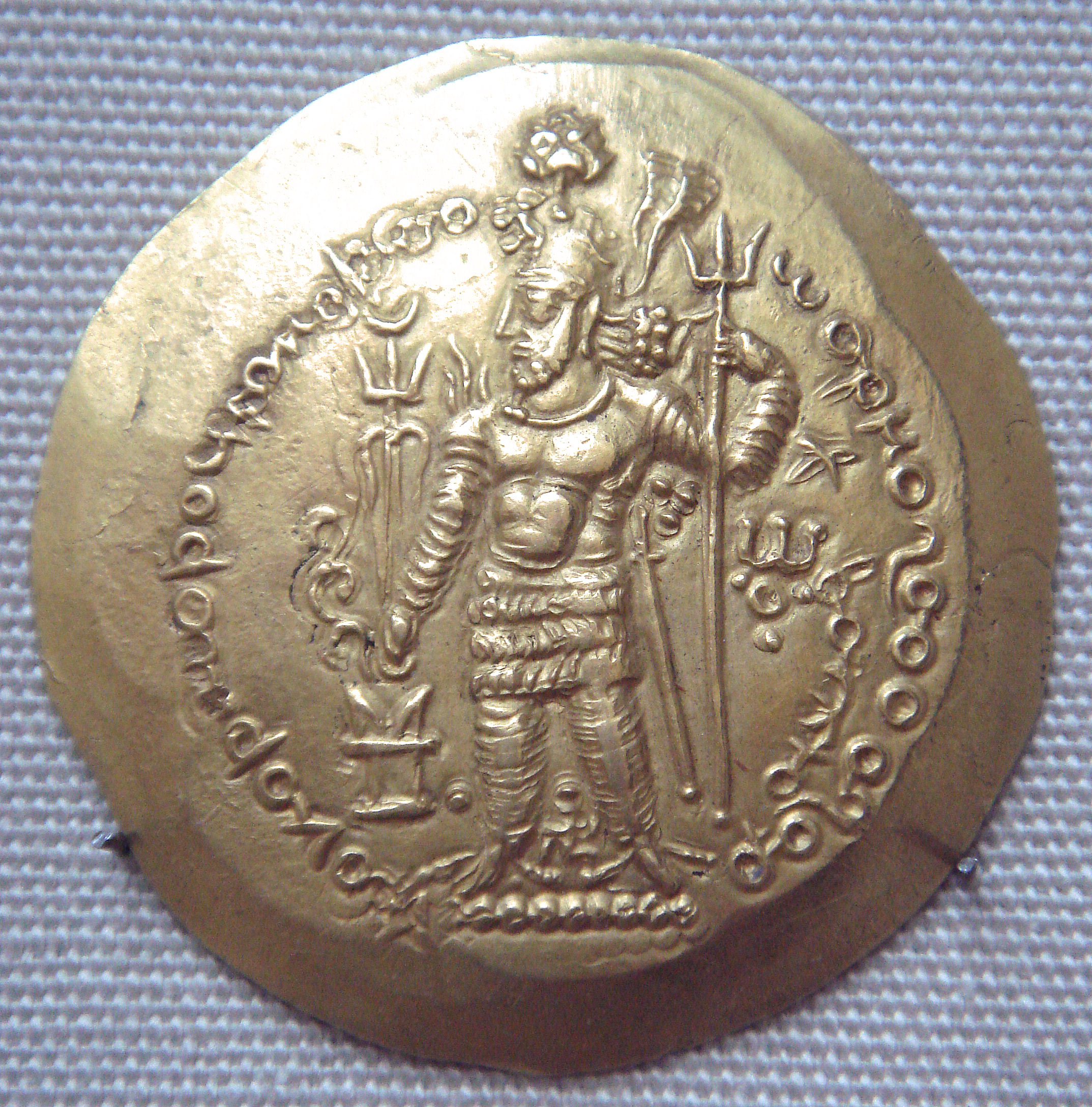
Münze des Hormizd I.

Hormizd I. war ein König der Kuschano-Sassaniden, der in der zweiten Hälfte des dritten nachchristlichen Jahrhunderts in Gandhara und Baktrien, im Norden des heutigen Afghanistan und nördlich davon, regierte. Die Sassaniden hatten in dieser Gegend, die vorher von den Kuschana regiert worden war, Statthalter eingesetzt. Unter Hormizd I. scheint der kuschano-sassanidische Herrschaftsbereich seine größte Ausdehnung gehabt zu haben. Hormizd I. scheint auch die bedeutende Stadt Merw erobert zu haben, die nie zum Reich der Kuschana gehört hatte. Hormizd I. ist vor allem von seinen Münzen bekannt, die im Stil sassanidischen Vorbildern, aber auch solchen der Kuschana folgen. Auf seinen Münzen im Kuschan-Stil bezeichnet sich Hormizd I. als Großer Kuschankönig der Könige. Sein Titel wird meist dahingehend interpretiert, dass er sich vom Sassanidenreich gelöst hatte und nun selbstständig regierte. 
Es ist umstritten, ob er auch in römischen Quellen genannt wird. Dort wird von einem Hormizd aus Sistan berichtet, der gegen seinen Bruder Bahram II. um das Jahr 280 n. Chr. rebelliert zu haben scheint.